# Jean Gilles (Komponist)
Jean Gilles (* 8. Januar 1668 in Tarascon; † 5. Februar 1705 in Toulouse) war ein französischer Komponist des Barock.

## Leben und Werk
Jean Gilles war ein Schüler von Guillaume Poitevin und folgte diesem ab 1693 als Leiter der Chorschule der Kathedrale von Aix-en-Provence. Danach wirkte er in den Kathedralen von Agde (1695–1697) und Toulouse (1697–1705) als Kapellmeister.
Überliefert sind ausschließlich sakrale Werke, die vom italienischen Stil und André Campra beeinflusst sind. Aus der Feder von Jean Gilles stammen 15 „Grands Motets“ und zahlreiche Petits Motets in verschiedenen Besetzungen, ein Te Deum (1697), mehrere Messen und weitere Sakralkompositionen.
Die um 1700 komponierte groß besetzte Motette Diligam te wurde bis 1792 oft im Concert Spirituel und in der Chapelle Royal aufgeführt.
Große Bekanntheit erlangte er schon zu seinen Lebzeiten durch sein  Requiem. Während eines Zeitraumes von mehr als siebzig Jahren wurde es 15-mal bei den angesehenen Concerts spirituels in Paris aufgeführt sowie bei den Beisetzungsfeierlichkeiten für Jean-Philippe Rameau, Stanislaus von Polen und Louis XV.
Das Werk ist mit Flöten, Streichern und Continuo besetzt, je nach Überlieferung aber auch mit Oboen, Trompeten und Pauken und erzeugt durch klangliche Differenzierung eine eindringliche Wirkung. Gilles verzichtet auf Tractus und Sequenz sowie „Pie Jesu“. Meist weisen die Sätze eine instrumentale Einleitung auf, die im Falle des Introitus trauermarschartigen Charakter hat. Trotz des tänzerischen Charakters der Fuge in Engführung in der Communio ist würdevolles Pathos das hervortretende Merkmal.